# Kazimieras Antanavičius
Kazimieras Antanavičius (25. listopadu 1937 ve vsi Balsėnai, okres Klaipėda – 16. dubna 1998, Vilnius) byl litevský ekonom, politik, veřejný činitel, signatář Zákona o obnovení nezávislosti Litvy, vyhlášeného Nejvyšším sovětem Litevské Republiky, zakládající člen Sąjūdisu, zakladatel a předseda LSDP.

## Životopis
Narodil se v selské rodině. Základní školu navštěvoval ve vsi Balsėnai. Po tom, co jeho rodiče odvezli do vynanství na Sibiř, navštěvoval střední školy v Tauragė a Šilalė. V roce 1955 absolvoval se zlatou medailí střední školu ve Švėkšně. V roce 1955 nastoupil na Stavební fakultu Kaunaského politechnického institutu (KPI). Za „protisovětskou“ činnost byl roku 1959 zatčen, vyslýchán, vyloučen z komsomolu a z politechnického institutu, ale v roce 1960 dokončil institut dálkově.
V letech 1960 – 1965 pracoval ve Vilniusu jako mistr provozu ve stavebnictví. V letech 1964 – 1965 byl aspirantem v KPI. V letech 1967 – 1988 přednášel v Vilniuském inženýrsko-stavebním institutu (VISI) jako docent, vedoucí laboratoře. V roce 1968 obhájil disertaci kandidáta technických věd (později nostrifikován na doktora technických věd). Od roku 1982 byl profesorem. V letech 1989 až 1990 byl členem rady Nejvyššího sovětu Sovětského svazu a od roku 1990 do roku 1996 poslancem litevského parlamentu Seimas, předsedou Hospodářského výboru. Od roku 1997 do roku 1998 vyučoval na univerzitě Vytautase Velikého v Kaunasu.